# Россия на летних Паралимпийских играх 2016
Россия не была представлена на летних Паралимпийских играх 2016 в Рио-Де-Жанейро. Первоначально, сборная России на Паралимпийских играх планировала выступить в 19 из 22 видах спорта.
7 августа 2016 года Международный паралимпийский комитет запретил паралимпийской сборной России участие в Паралимпийских играх 2016 из-за доклада WADA о допинге 35 российских паралимпийцев. 23 августа Спортивный арбитражный суд отклонил жалобу Паралимпийского комитета России, оставив запрет в силе.
8 и 9 сентября 2016 года в Подмосковье прошли Всероссийские соревнования по паралимпийским видам спорта, на которых выступило 266 спортсменов.

## История
7 августа 2016 года Международный паралимпийский комитет (МПК) объявил о решении отстранить от Паралимпийских игр в Рио-де-Жанейро всю сборную России[1]. Такое решение было принято на основании доклада Макларена, в котором утверждается, что применение допинга поощрялось в России на государственном уровне[1][2].
Паралимпийский комитет России обжаловал данное решение в Спортивном арбитражном суде, однако 23 августа тот отказал в удовлетворении апелляции Паралимпийского комитета России[3][4].
6 сентября 2016 года телеканал МАТЧ-ТВ отказался от трансляции Паралимпийских игр 2016 из-за отсутствия на играх Российской сборной, а соответственно и интереса зрительской аудитории России. Вместо Паралимпийских игр 2016 канал транслировал соревнования для отстранённых российских спортсменов, организованные Паралимпийским комитетом России и проводимые с 7 по 9 сентября[5][6][7].
На церемонии открытия Паралимпийских игр 2016 член белорусской делегации Андрей Фомочкин пронёс флаг России на протяжении четверти круга по стадиону, прежде чем флаг у него отобрали организаторы, поступок Фомочкина поддержали представители Белоруссии и России[8].
Лицензии отстраненных от Паралимпиады-2016 российских спортсменов были отданы другим представителям других стран.